# Gordionus diligens
Gordionus diligens är en tagelmaskart som beskrevs av Villalobos, Ribera och Downie 1999. Gordionus diligens ingår i släktet Gordionus och familjen Chordodidae. Inga underarter finns listade i Catalogue of Life.